# 解孟林
解孟林（1950年4月—），男，汉族，河北徐水人，中华人民共和国政治人物，曾任宁夏回族自治区经济委员会党组书记、主任，宁夏回族自治区政协副主席。